# 駒木町
駒木町（こまきちょう）とは、東京都青梅市にある地名。現行行政地名は駒木町一丁目から駒木町三丁目。郵便番号は198-0053。

## 概要
市域南部に位置する。

## 地理
北部は多摩川に面し、南部は山地になっており西多摩郡日の出町に接する。

## 歴史
「調布村の歴史」も参照。
- 1889年（明治22年）4月1日 - 町村制施行により、下長淵村、上長淵村、駒木野村、友田村、千ヶ瀬村、河辺村が合併し神奈川県西多摩郡調布村が成立する。駒木野村は大字駒木野となる。
- 1893年（明治26年）4月1日 - 西多摩郡が南多摩郡、北多摩郡とともに東京府へ編入する。
- 1943年（昭和18年）7月1日 - 東京都制施行。
- 1951年（昭和26年）4月1日 - 青梅町、霞村との合併により青梅市が発足。調布村は消滅。大字駒木野は調布地区に属する。
- 1968年（昭和43年）8月 - 長淵地区に新町区域指定、町名変更実施。大字駒木野は駒木町一丁目から駒木町三丁目に変更[6]。

## 世帯数と人口
2021年（令和3年）3月1日現在の世帯数と人口は以下の通りである。
| 町丁         | 世帯数  | 人口    |
| ------------ | ------- | ------- |
| 駒木町一丁目 | 230世帯 | 526人   |
| 駒木町二丁目 | 366世帯 | 744人   |
| 駒木町三丁目 | 210世帯 | 501人   |
| 計           | 806世帯 | 1,771人 |

## 小・中学校の学区
市立小・中学校に通う場合、学区は以下の通りとなる。
| 町名 | 小学校             | 中学校             |
| ---- | ------------------ | ------------------ |
| 全域 | 青梅市立第二小学校 | 青梅市立第二中学校 |

## 公共機関

### 消防
- 東京消防庁青梅消防署
  - 青梅市消防団分団[8]
    - 第二分団 - 長淵・河辺地区

### 公園
- 釜の淵公園
- 駒木町山根公園
- 市営駒木住宅児童遊園
- 駒木町運動広場

## 経済

### 保養施設
- 亀の井ホテル 青梅（旧・かんぽの宿青梅）

## 学校教育

### 保育園
私立
- 駒木野保育園

## 社会教育

### 博物館
- 青梅市郷土博物館

## 交通
- 国道411号（吉野街道）
- 東京都道45号奥多摩青梅線

都営バスのバス路線があり、JR青梅線・青梅駅へのアクセスも容易である。

## 観光スポット
- 喜代沢滝

## 社寺

### 神社
- 駒木野天神
- 稲荷神社
- 八雲大神

### 寺院
- 寿香寺